# Lantbruksmuseet i Hammenhög

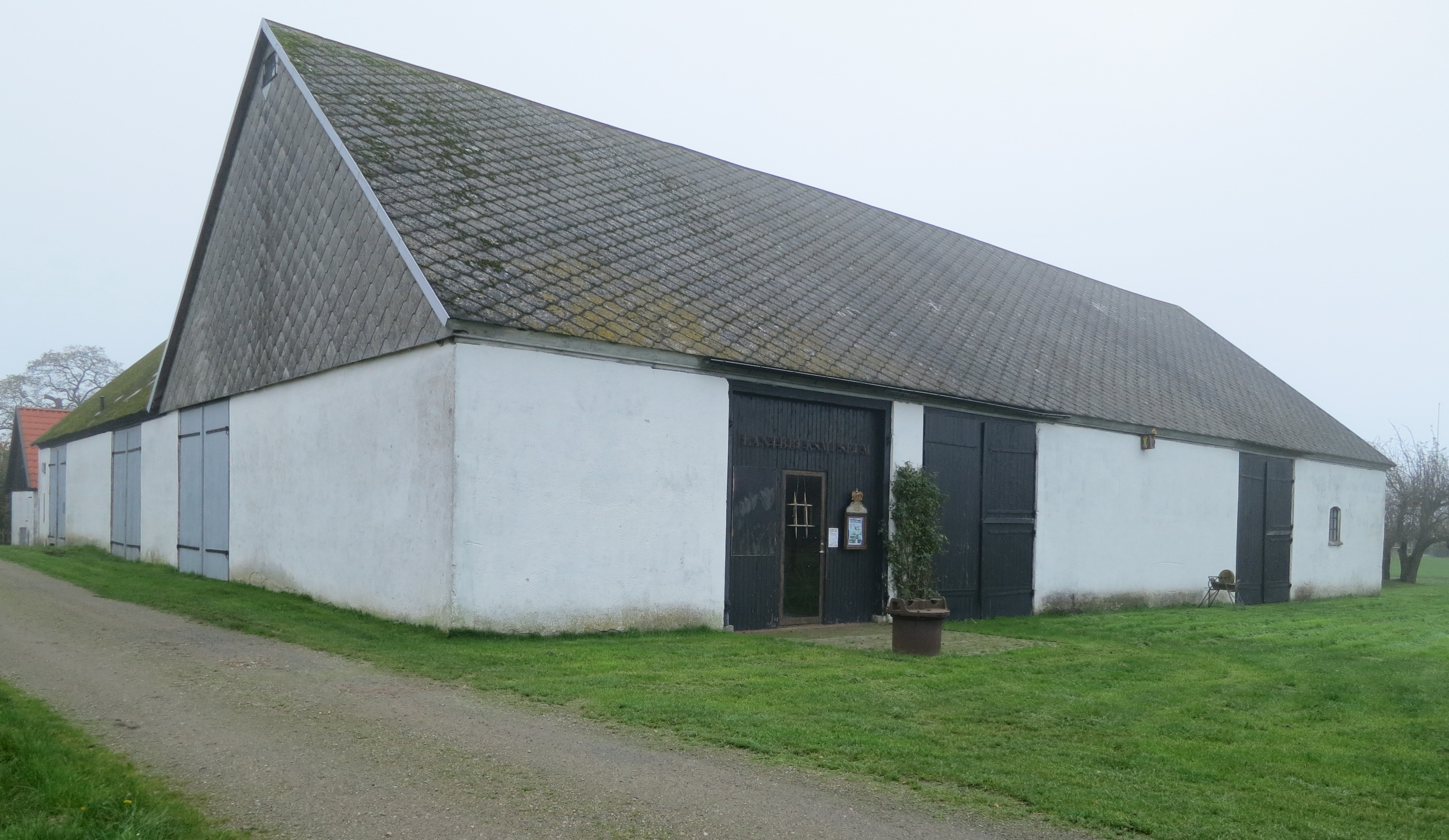
Lantbruksmuseet

Lantbruksmuseet i Hammenhög är ett arbetslivsmuseum i Hammenhög i Skåne.
Lantbruksmuseet i Hammenhög ligger i Gamlegårds ekonomibyggnader och visar lantbruksföremål som jordbruksmaskiner, utrustning, vagnar och annat från tidigt 1700-tal fram till 1950-tal.
Föremålen ägs av Föreningen för fornminnes- och hembygdsvård i sydöstra Skåne.